# Face the Truth
Face the Truth es el tercer álbum de estudio de Stephen Malkmus, lanzado el 23 de mayo de 2005 en el Reino Unido y un día después en los Estados Unidos.
Aunque no se acredite formalmente a The Jicks, todos los miembro de la banda aparece en al menos una canción del álbum, y "& The Jicks" aparece escrito en la parte posterior de la tapa del disco.
El álbum fue elegido por Amazon.com como uno de los Top 100 Editor's Picks of 2005.

## Lista de canciones[11]
1. "Pencil Rot" – 4:08
2. "It Kills" – 4:39
3. "I've Hardly Been" – 2:56
4. "Freeze the Saints" – 3:54
5. "Loud Cloud Crowd" – 3:32
6. "No More Shoes" – 8:00
7. "Mama" – 3:11
8. "Kindling for the Master" – 3:20
9. "Post-Paint Boy" – 4:08
10. "Baby C'mon" – 2:44
11. "Malediction" – 2:50

Bonus tracks
1. "Wow-Ass Jeans" - 3:13